# Louise Blanchard Bethune
Louise Blanchard Bethune   (comtat de Seneca i Waterloo, 21 de juliol de 1856 - Buffalo, 18 de desembre de 1913), nascuda Jennie Louise Blanchard, fou la primera americana arquitecta professional.
La família Blanchard es va mudar a Buffalo quan Louise era una nena. Diplomada per la Buffalo High School —Hutchinson Technical High School—, l'any 1874 començà la seva carrera d'arquitecta el 1876 com a dissenyadora per a l'arquitecte d'origen anglès Richard A. Waite. El 1881 va obrir el seu propi gabinet d'arquitectura a Buffalo, i esdevingué així la primera americana arquitecta professional. Poc després es va casar amb el també arquitecte Robert Béthune. Louise i Robert van treballar plegats sota el nom de «Béthune, Béthune & Fuchs». Varen ser dels primers als Estats Units a concebre una estructura de formigó amb bastidor d'acer. La majoria de les comandes que van rebre eren construccions industrials, comercials, escolars i públiques a la regió de Buffalo, encara que Louise va dissenyar també residències privades. Fou la primera dona membre de l'American Institute of Architects i fou nomenada Fellow l'any 1889. La seva obra més destacada és l'Hotel Lafayette a Buffalo, acabat l'any 1904.

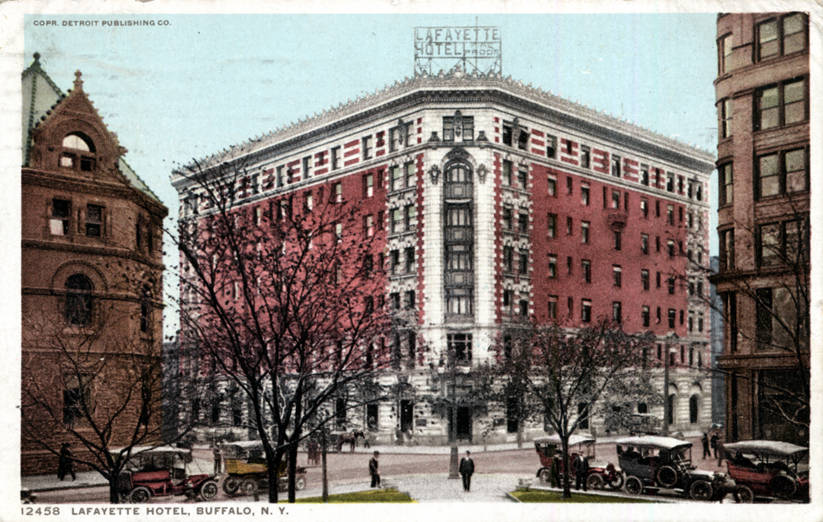
Lafayette Hotel, Buffalo. Obra de Louise Bethune